# Binodoxys
Binodoxys is een geslacht van insecten uit de orde vliesvleugeligen (Hymenoptera) en de familie schildwespen (Braconidae).

## Soorten
- B. acalephae (Marshall, 1896)
- B. acyrthosiphonis (Stary, 1983)
- B. achalensis Stary, 2004
- B. angelicae (Haliday, 1833)
- B. angolensis (Stary & Harten, 1977)
- B. basicurvus (Shujauddin, 1973)
- B. basituber (Stary & Remaudiere, 1982)
- B. benoiti (Mackauer, 1959)
- B. brevicornis (Haliday, 1833)
- B. brunnescens (Stary & Schlinger, 1967)
- B. carinatus (Stary & Schlinger, 1967)
- B. carolinensis (Smith, 1944)
- B. centaureae (Haliday, 1833)
- B. ceratovacunae (Agarwala, Saha & Mahapatra, 1987)
- B. clydesmithi Pike & Stary, 1996
- B. communis (Gahan, 1926)
- B. conei Pike & Stary, 1995
- B. coruscanigrans (Gahan, 1911)
- B. crudelis (Rondani, 1848)
- B. cupressicola (Gahan, 1911)
- B. chilensis (Stary, 1995)
- B. equatus (Samanta, Tamili & Raychaudhuri, 1985)
- B. eutrichosiphi (Stary, 1975)
- B. genistae (Mackauer, 1960)
- B. gossypiaphis Chou & Xiang, 1982
- B. grafi Pike & Stary, 1996
- B. greenideae (Stary & Harten, 1983)
- B. harinhalai Stary, 2005
- B. heraclei (Haliday, 1833)
- B. hirsutus (Wang & Dong, 1993)
- B. hirticaudatus (Stary, 1983)
- B. hyperomyzi (Stary, 1983)
- B. impatientini (Stary & Remaudiere, 1983)
- B. indicus (Subba Rao & Sharma, 1958)
- B. jaii (Bhagat, 1982)
- B. joshimathensis (Das & Chakrabarti, 1989)
- B. kashmirensis Takada & Rishi, 1980
- B. kelloggensis Pike, Stary & Brewer, 2007
- B. koreanus Stary, 2009
- B. kumaonensis (Stary & Raychaudhuri, 1982)
- B. letifer (Haliday, 1833)
- B. longispinus (Shujauddin, 1983)
- B. mackaueri (Das & Chakrabarti, 1989)
- B. madagascariensis Stary, 2005
- B. manipurensis (Paonam & Singh, 1986)
- B. micromyzellae (Stary, 1985)
- B. minutus (Haliday, 1833)
- B. mongolicus Takada, 1979
- B. nearctaphidis Mackauer, 1965
- B. nungbaensis (Paonam & Singh, 1986)
- B. odinae Paik, 1976
- B. oregmae (Agarwala, Saha & Mahapatra, 1987)
- B. palmerae (Smith, 1944)
- B. pterastheniae (Stary & Remaudiere, 1977)
- B. rhagii (Ashmead, 1889)
- B. rubicola (Shujauddin, 1973)
- B. shillongensis (Stary, 1978)
- B. silvaticus (Stary, 1972)
- B. silvicola (Stary, 1972)
- B. similis (Mackauer, 1959)
- B. sinensis Mackauer, 1962
- B. solitarius (Stary, 1983)
- B. spiraea (Dong & Wang, 1993)
- B. staryi Davidian, 2007
- B. struma (Gahan, 1926)
- B. takecallis (Das & Chakrabarti, 1989)
- B. tamaliae (Stary & Remaudiere, 1983)
- B. tobiasi (Davidian, 2004)
- B. tomentosae (Das & Chakrabarti, 1990)
- B. toxopterae (Takada, 1966)
- B. trichosiphae (Samanta & Raychaudhuri, 1990)
- B. tucumanus (Tobias, 1987)